# Bardas Parsacuteno
Bardas Parsacuteno (en griego: Βάρδας Παρσακουτηνός) fue un comandante bizantino y sobrino del emperador Nicéforo II Focas.

## Biografía
El apellido de la familia (erróneamente escrito Παρσακουντηνός, Parsacunteno, en algunos manuscritos) deriva de la localidad de «Parsácuta» (Παρσακούτη). Su padre, Teódulo Parsacuteno, se casó con una dama del poderoso clan de los Focas, aparentemente una hija del general Bardas Focas el Viejo, padre del general y futuro emperador Nicéforo II Focas. Bardas tenía dos hermanos, Teodoro y Nicéforo. Como llevaba el nombre de su abuelo materno, probablemente fue el segundo hijo de los tres.
Según fuentes árabes, en una batalla en Adata el 19 de octubre de 954, Teódulo Parsacuteno y uno de sus hijos, ya sea Bardas o Nicéforo, fueron hechos prisioneros por el emir hamdánida Sayf al-Dawla. El hermano mayor, Teodoro, trató de rescatar a su padre y a su hermano por el primo de Sayf al-Dawla, Abu Firas, a quien capturó en el otoño de 962, pero no fue hasta un intercambio de prisioneros el 23 de junio de 966 que los cautivos bizantinos retenidos por Sayf al-Dawla fueron puestos en libertad.
Como partidarios de la revuelta fallida de su primo Bardas Focas el Joven contra Juan I Tzimisces en 970, es posible que Bardas y sus hermanos hayan sido enviados al exilio. Su exilio probablemente duró hasta que el propio Focas fue llamado en 978 por el emperador Basilio II para enfrentar la rebelión de Bardas Esclero. Este último, un distinguido general y lugarteniente de mayor rango de Tzimisces, se había rebelado a la muerte de Tzimisces en 976 y rápidamente tomó el control de Asia Menor, derrotando repetidamente a los ejércitos leales. Finalmente, el primer ministro de Basilio II, el paracemomeno Basilio Lecapeno, se vio obligado a llamar a Focas del exilio. Es probable que sus partidarios fueran indultados y retirados al mismo tiempo. En consecuencia, el historiador contemporáneo León el Diácono registra que en 978 Bardas Parsacuteno, con el rango de magistro de la corte suprema, comandó la flota imperial central cuando derrotó a una flota rebelde frente a Abido mediante el uso del fuego griego, antes de desembarcar a sus hombres, derrotó a las tropas rebeldes en tierra y recuperó Abido.